# Cytrynian sodu
Cytrynian sodu (łac. natrii citras) – organiczny związek chemiczny z grupy cytrynianów, sól sodowa kwasu cytrynowego. Stosowany jako smakowy i konserwujący dodatek do żywności (E331). „Cytrynian sodu” jest nazwą niejednoznaczną, zazwyczaj odnosi się do cytrynianu trisodowego, może jednak dotyczyć soli disodowej lub monosodowej. Cytrynian trisodowy krystalizuje z roztworów jako sól 2- lub 5,5-wodna.
Cytrynian sodu można otrzymać w reakcji kwasu cytrynowego z wodorotlenkiem, węglanem lub wodorowęglanem sodu.

## Zastosowanie
W przemyśle spożywczym cytrynian sodu używany jest jako sekwestrant oraz jako dodatek smakowy do napojów gazowanych o smaku cytrynowym np. 7 Up czy Sprite. Ponadto jest czynnikiem antykoagulacyjnym przy produkcji jadalnych produktów z krwi.
Wykorzystywany jest jako składnik kąpieli elektrolitycznych chroniący przed utlenianiem, a także jako reduktor do otrzymywania wolnych metali w formie nanocząstek z ich soli.
W chemii i biochemii stosowany jest m.in. jako składnik buforów, m.in. tzw. SSC (z ang. saline sodium citrate: NaCl–cytrynian sodu). Jest też składnikiem odczynnika Benedicta służącego do wykrywania cukrów redukujących i aldehydów.
W medycynie stosowany jako składnik roztworów do wypełniania cewników do hemodializ poza zabiegami w celu zapobiegania powstawania skrzepów. Jego obecność pozwala na stosowanie niższych stężeń heparyny, dzięki czemu po przedostaniu się roztworu do krwiobiegu obniżone jest ryzyko związane z układowym zaburzeniem krzepliwości.
Spożycie roztworu cytrynianu sodowego przed wysiłkiem fizycznym może wpłynąć korzystnie na wynik. Efekt taki stwierdzono po spożyciu przez wytrenowanych sportowców 1 litra roztworu 0,5 g cytrynianu sodowego/kg masy ciała na 2 godziny przed biegiem na 5 km. Przyjęcie takiej ilości związku często powoduje jednak dolegliwości ze strony układu pokarmowego.